# 信一高等學校
信一高等學校（韩语：신일고등학교）是韩国首尔市江北区弥阿（朝鲜语：미아）洞的一所自治私立高等學校。

## 学校历史
- 1966年 3月10日 : 学校法人信一学院的设立获得批准
- 1966年 3月18日 ：主楼动工，同年11月底竣工（总建筑面积：2,484坪）。
- 1966年 10月13日 : 获准新一中学、高中各开设6个班级
- 1966年 10月21日 : 第一任校长张润哲就职
- 1967年 3月5日 科学馆开工，1968年6月下旬竣工（总建筑面积1,501坪）。
- 1967年 3月7日 : 举行首次入学典礼
- 1968年 3月20日 ：体育馆动工，1969年10月13日竣工（总建筑面积：1,373坪）。
- 1970年 1月17日 ：高中第一届班有331名学生毕业。
- 1977年 12月25日 : 第3运动场（棒球场）竣工（约8,000坪）
- 2000年 3月27日 ：新馆动工，同年11月25日竣工（总建筑面积：1,000坪）。
- 2000年 5月14日 : 创始人九里李奉洙、首任会长小天、新一学园院长严水
- 2001年 5月13日 : 设立创始人兼首任会长李凤洙雕像
- 2001年 11月29日 ：学生宿舍动土，2004年6月22日竣工（总建筑面积：329坪）
- 2003年 3月10日 : 创始人、第一任会长李奉洙纪念馆动工，2004年5月14日竣工（6,270m 2）。
- 2003年 5月14日 : 钢琴教室开业（安装25架钢琴）
- 2008年 12月3日 : 综合体育场及体育馆竣工(470坪)
- 2009年 7月 ：被指定为私立自治高等學校
- 2021年 3月1日 ：第11任校长文秉植就职
- 2023年 2月10日 ：54期324名学生毕业
- 2023年 3月2日 ：2023学年招收315名新生